# Erigeron untermannii
Erigeron untermannii là một loài thực vật có hoa trong họ Cúc. Loài này được S.L.Welsh & Goodrich mô tả khoa học đầu tiên năm 1983.